# Drummondia mitelloides
Drummondia mitelloides là một loài rêu trong họ Orthotrichaceae. Loài này được E. Britton mô tả khoa học đầu tiên năm 1896.